# Hipótesis de conflicto

La hipótesis de conflicto se refiere a las proposiciones de posibilidades de conflicto entre seres humanos, grupos y naciones o estados, por múltiples causas.
Este concepto surge de la óptica militar. Mayormente las hipótesis de conflicto son orientadoras para la determinación de la política exterior de la Seguridad Nacional de un país. Una de las consecuencias más conocidas de una hipótesis de conflicto es la "Mutua Destrucción Asegurada" o MAD, que consistía en las probables consecuencias resultantes de una hipotética guerra nuclear entre Estados Unidos y la Unión de Repúblicas Socialistas Soviéticas.
En Sudamérica varios organismos de inteligencia trabajaron durante décadas respecto de la Hipótesis Vecinal Tres o HV3, que consistía en la Hipotética Guerra resultante entre Chile versus Argentina, Perú y Bolivia a la vez.
Raymond Aron en su obra "Paz y Guerra entre las Naciones" destaca que el problema de las hipótesis de conflicto y la seguridad nacional puede ser estudiado a partir de la teoría de "La constitución y dinámica de los Estados" y por otro lado por la "sociología". "Al respecto la seguridad tiene su naturaleza originaria en el campo de las relaciones".